# Berta Lungstras
Berta Lungstras (* 21. Dezember 1836 in Wahlscheid; † 20. Juli 1904 in Bonn) war eine Bonner Frauenrechtlerin, die sich insbesondere für „gefallene Mädchen“ einsetzte, sie nahm diese in ihren Häusern auf mit dem Anliegen, sie in ein bürgerliches Leben zurückzuführen.

## Leben
Berta Lungstras wurde als Tochter des evangelischen Pfarrers Carl Lungstras und seiner Frau, geborene Becker, in Wahlscheid geboren. Die Familie Becker besetzte seit sieben Generationen (ca. 350 Jahren) die Pfarrstelle in Wahlscheid. Nach dem frühen Tod ihres Vaters zog Berta 1858 zusammen mit ihrer Mutter nach Bonn.
Berta Lungstras starb unverheiratet am 20. Juli 1904. Sie wurde auf dem Alten Friedhof in Bonn beerdigt. Ihr Grab liegt im hinteren älteren Teil, an der linken Friedhofsmauer.

## Leistungen

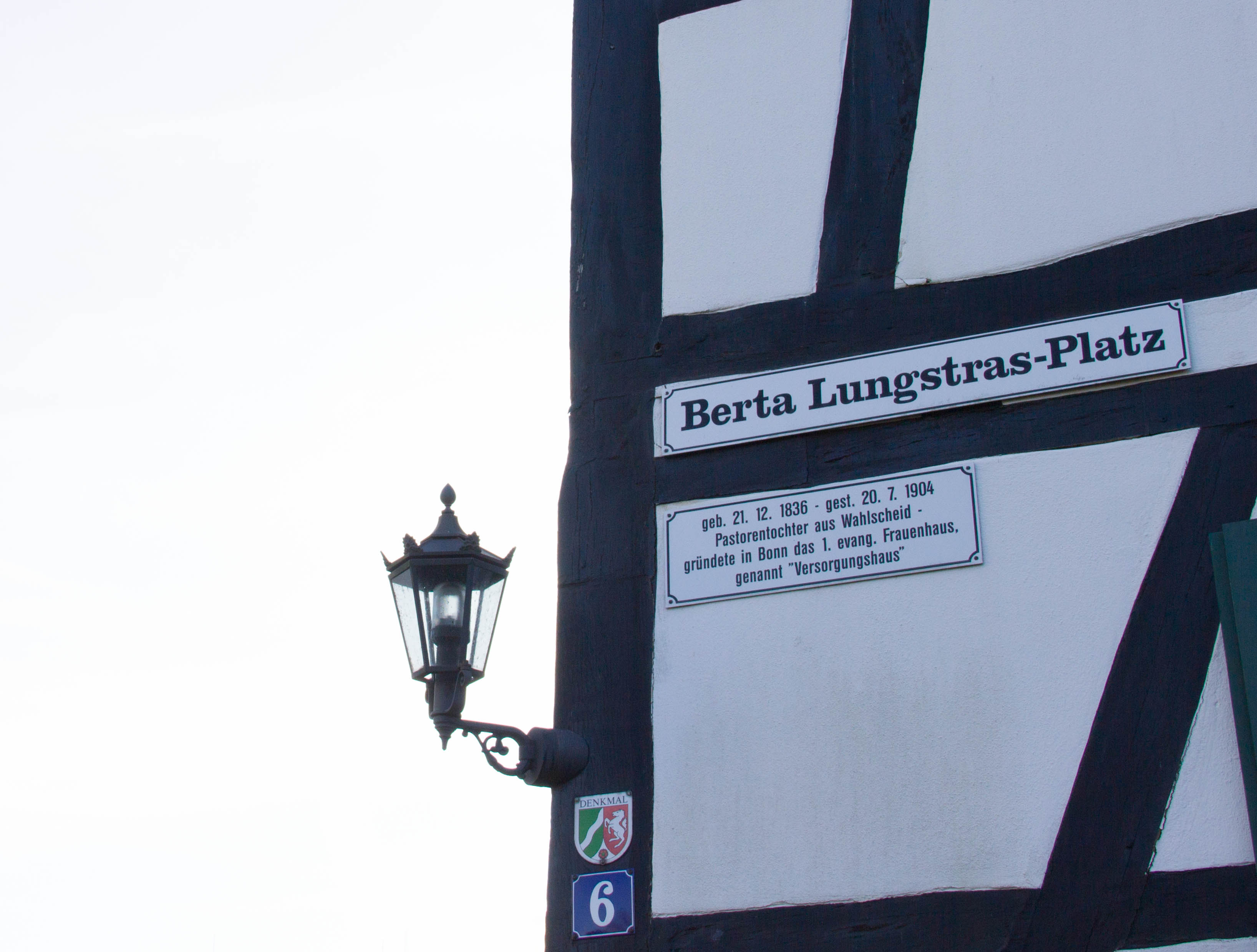
Gedenktafel am Alten Küsterhaus in Wahlscheid

Berta Lungstras arbeitete zunächst einige Jahre in der Alten- und Armenpflege. Im September 1873 gründete sie mithilfe von Spenden engagierter Bonner Frauen ein Heim für „gefallene Mädchen“ in der Maxstraße in Bonn. Dies war ein Versorgungshaus für Mütter mit unehelichen Kindern, die ausgestoßen waren und auf die schiefe Bahn zu geraten drohten. Diese Einrichtung war zur damaligen Zeit ein Skandal. Einige Jahre danach errichtete sie ein Kinderhaus (Wickelburg) und ein Heim für alkoholkranke Frauen in der Weberstraße in Bonn.
Ihre Arbeit wurde gefördert von Gönnern aus der Universität und von Offizieren der Garnison, die teils aus schlechtem Gewissen zahlten. Besonders freute sie sich über Spenden aus ihrer Heimat Wahlscheid, die der dortige Lehrer Wellenbeck für ihre Arbeit sammelte. Das Bewusstsein für Wohltätigkeit in der bürgerlichen Bevölkerung stieg und so erfuhr ihre Arbeit zunehmende Akzeptanz.
In den Versorgungshäusern herrschten strenge Regeln. Es wurden nur sogenannte „Erstgefallene“ aufgenommen, bei einer weiteren Schwangerschaft wurde den Frauen keine Aufnahme mehr gewährt. Lungstras' Ziel war, die Frauen in ein bürgerliches Leben einzugliedern. Ihnen sollte ermöglicht werden, einer „anständigen“ Arbeit nachzugehen, zu heiraten und eine Familie zu gründen. Insgesamt wurden über 2.000 Frauen mit ihren Kindern in den Häusern von Berta Lungstras beherbergt und versorgt. Diese Einrichtungen wurden Vorbild für viele andere Heime in Deutschland und im benachbarten Ausland.
1891 veröffentlichte Berta Lungstras einen Appell für eine Gesetzesinitiative, nach der Väter unehelicher Kinder zu Unterhaltszahlungen verpflichtet werden sollten. Dieser Aufruf wurde von 16.000 Bonnern unterschrieben und an die Kaiserin und den Berliner Reichstag gesandt. Doch das Parlament lehnte eine Debatte über dieses Thema ab.
Nach Berta Lungstras sind seit 1934 in Bonn und seit den 1980er-Jahren in Wahlscheid Straßen benannt. In Wahlscheid trägt der Platz vor der Evangelischen Sankt-Bartholomäus-Kirche seit der Einweihung im Jahre 1990 ihren Namen. Am dortigen alten Küsterhaus befindet sich eine Gedenktafel.